# パナマ

パナマ共和国
República de Panamá

国の標語：Pro Mundi Beneficio
（ラテン語: 世界の福利のために）
国歌：Himno Istmeño（スペイン語）
地峡賛歌

パナマ共和国（パナマきょうわこく、スペイン語: República de Panamá）、通称パナマは、北アメリカ大陸と南アメリカ大陸の境に位置する共和制国家である。北西にコスタリカ、南東にコロンビアに接し、北はカリブ海、南は太平洋に面する。首都はパナマ市（パナマシティ）。
パナマは、世界的に有名な「パナマ運河」が存在することで知られている。この運河は1914年に完成し、大西洋と太平洋を結ぶ重要な海上ルートとして機能している。パナマ運河の存在は、国の経済に大きな影響を与えており、通行料収入が主要な収入源となっている。
歴史的には、パナマは16世紀初頭にスペインによって植民地化され、19世紀初頭にスペインからの独立を果たした。その後、コロンビアの一部として存在していたが、1903年に独立し、アメリカの支援を受けてパナマ運河の建設が始まった。
地理的条件により、パナマは熱帯気候であり、年間を通じて温暖で湿度が高い。国土は山岳地帯と低地が混在しており、自然環境が豊かで多様な動植物が生息している。
経済は運河関連産業に依存しているが、金融、物流、観光業も重要な分野である。自由貿易地域や国際金融センターとしての地位を活用し、外国からの投資を積極的に誘致している。

## 国名
正式名称は、República de Panamá（スペイン語: [reˈpuβlika ðe panaˈma] レプブリカ・デ・パナマ）。通称は Panamá。
公式の英語名は Republic of Panama （[rɪˈpʌblɪk əv ˈpænəmɑː] リパブリク・ァヴ・パナマー）。通称は Panama。
日本語での公式名称はパナマ共和国。通称、パナマ。漢字表記は、巴奈馬など。
国名の由来はインディオ（インディヘナ）のクエバ人の言葉で、「魚が豊富」を意味する言葉から来ているとされている。

## 歴史

### 先コロンブス期
ヨーロッパ人の来航以前の現在のパナマの地には、主にチブチャ族をはじめとする人々が居住していた。

500年ごろには、パリタ湾岸では金製品で知られるコクレ（Cocle）文化が興る。その起源についてはコロンビアからの影響か、独自の発展か決着をみていない。またコスタリカ東部に隣接する西部では、美術的にも評価の高い彩文土器や土偶で知られるチリキ（Chiriqui）文化が興る。
スペイン人が到来する直前にあたる16世紀初頭には、現在のパナマに相当する地域には20万人から200万人の人間が居住していたとされている。

### スペイン植民地時代

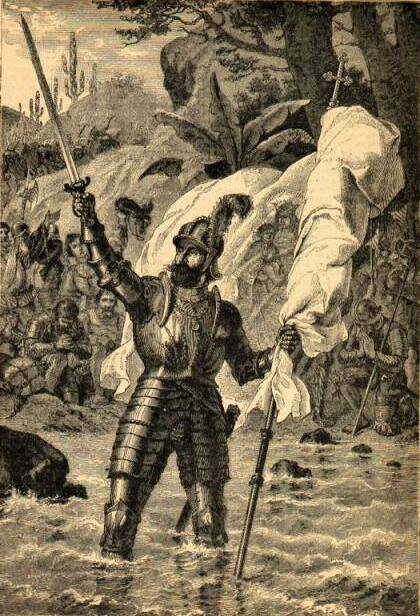
「南の海」（太平洋）を探索するバスコ・ヌーニェス・デ・バルボア。

1501年、ヨーロッパ人としてはじめてスペインの探検家ロドリーゴ・デ・バスティーダスがパナマを「発見」し、カリブ海側ダリエン湾のポルト・ベーロに上陸した。翌1502年には、クリストファー・コロンブスがモスキートス湾沿岸を探検している。これ以降、自らがインドに到達したと誤解したコロンブスによってパナマに居住していた人々はインディオ（インド人）と呼ばれるようになった。
1508年、カスティーリャ王フェルナンド5世が、パナマをスペインの探検家ディエゴ・デ・ニクエサに与えた。その後、1513年にバスコ・ヌーニェス・デ・バルボアが太平洋側に到達した（ヨーロッパ人による太平洋の「発見」）。翌1514年には総督としてペドロ・アリアス・ダビラが派遣され、1519年にはパナマ市が建設された。パナマにも他のアメリカ大陸の植民地と同様にアフリカから黒人奴隷が連行され、インディオは疫病と奴隷労働によって大打撃を受けたが、パナマ市はイスパノアメリカ植民地の交通の要衝、スペイン人の居住都市として1671年1月28日にイギリスの海賊ヘンリー・モーガンによる焼き討ちに遭うまで繁栄を極めた。
1530年代にバルボアの下で植民地経営の経験を積んだフランシスコ・ピサロは、パナマを拠点にインカを征服した。また、ペルー及び近隣植民地からスペイン本国への輸送ルートは、ほとんどがパナマを経由した。例えば、アルト・ペルー（現在のボリビア）のポトシ銀山の銀は海路で太平洋側のパナマ市まで輸送され、陸路でカリブ海側のポルトベロまで輸送、そこから再び海路でスペインまで輸送された。スペインが16世紀初頭にパナマ周辺地域の支配権を確立した後、パナマはペルー副王領の一部となり、1718年に新設されたヌエバ・グラナダ副王領に編入された。
16世紀から17世紀にかけて、フランシス・ドレークやヘンリー・モーガンをはじめとするイギリスの海賊がしばしば輸送拠点を襲撃し、搬送物を略奪した。

### スペインからの最初の独立

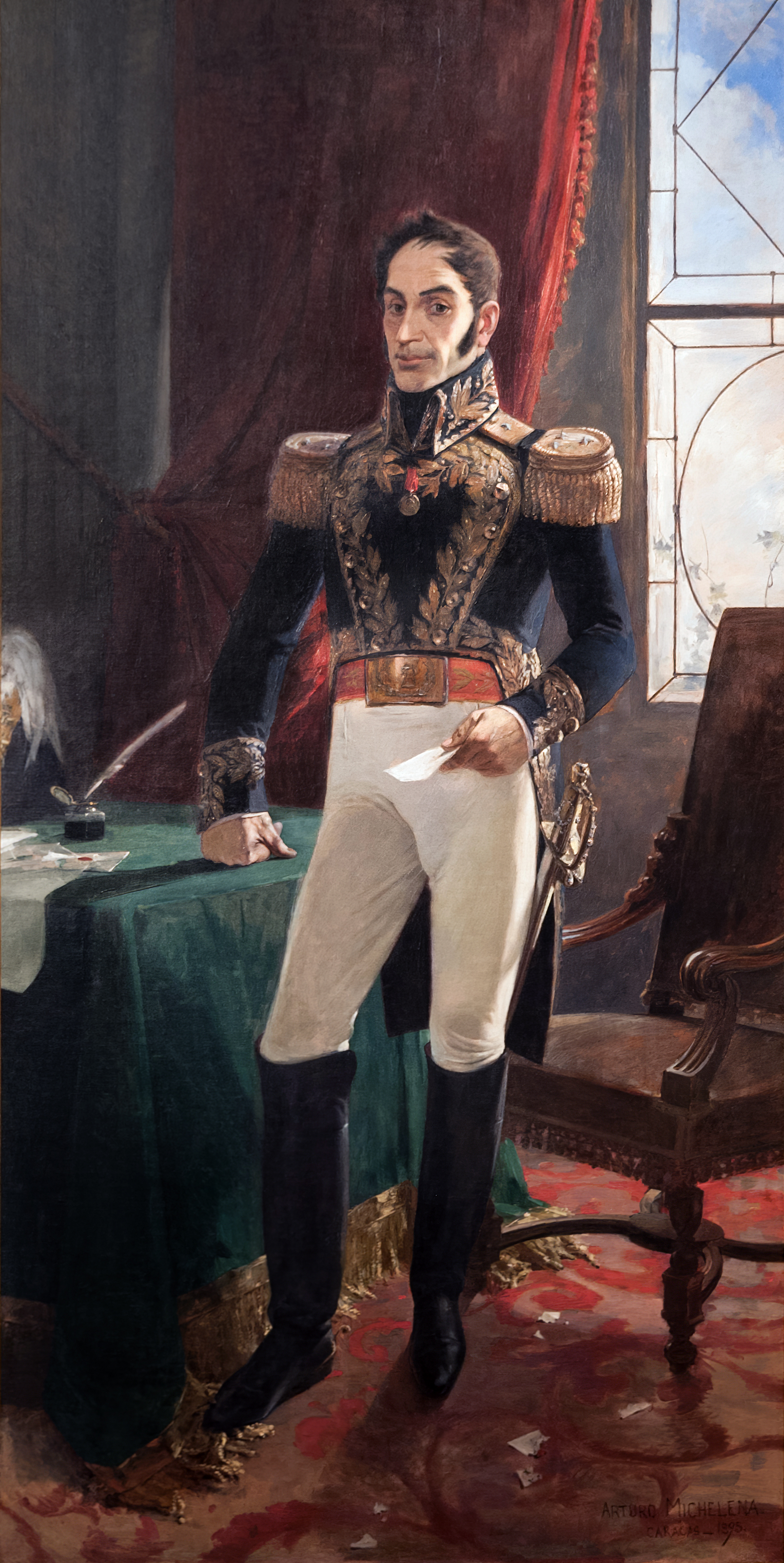
解放者シモン・ボリーバル。

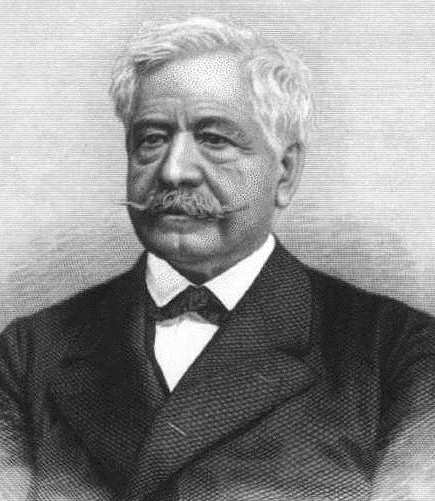
フェルディナン・ド・レセップス。

1808年にフランス帝国のナポレオン・ボナパルトが兄のジョゼフをスペイン王ホセ1世に据えると、それに反発する民衆暴動が契機となり、スペイン独立戦争が勃発した。インディアス植民地は偽王への忠誠を拒否し、独立のための戦いが始まった。ベネズエラのカラカス出身の解放者シモン・ボリーバルは不屈の闘争の末に、1819年8月にボヤカの戦いに勝利してヌエバ・グラナダを解放すると、1821年にはカラボボの戦いに勝利し、ベネズエラの解放を不動のものにした。同年11月28日、パナマはスペインから独立し、自発的にボリーバルの主催するグラン・コロンビアの一部となった。1826年にはボリーバルの呼びかけで米州の相互防衛と将来的な統一を訴えるパナマ議会がパナマ市で開催されたが、この会議は失敗に終わり、ボリーバルの求心力も低下した。
1830年にボリーバルが失脚してベネズエラのホセ・アンオニオ・パエスがベネズエラ共和国のグラン・コロンビアからの独立を宣言すると、それまで「南部地区」と呼ばれていたキトとグアヤキルとクエンカもエクアドル共和国として独立を宣言したために、グラン・コロンビアは解体した。1831年に大コロンビア解体後に、ヌエバ・グラナダ共和国は建国され、パナマはその時にヌエバ・グラナダ共和国の一部として独立した。こうしてボリーバルの目指したラテンアメリカ統合の夢と共にグラン・コロンビアは崩壊した。
1846年にアメリカ合衆国は、パナマにおけるヌエバ・グラナダ共和国（ほぼ現在のコロンビア共和国に相当）の主権を承認することでパナマ地峡の通行権を獲得した。アメリカ合衆国が米墨戦争でメキシコから北半分の領土を手に入れ、1848年にカリフォルニアでゴールド・ラッシュが始まった1840年代以降、アメリカ合衆国東部の人々はオレゴン、カリフォルニアなどのアメリカ合衆国西海岸への移住にパナマ地峡を利用し、交通の要衝としてのパナマの重要性は高まった。1848年にはアメリカの会社がパナマ・コロン地峡横断鉄道の敷設権を獲得した。1850年に着工したパナマ・コロン鉄道敷設工事は、1855年に完了した。
1855年にパナマはヌエバ・グラナダから自治権を獲得した。1863年、グラナダ連合でリオ・ネグロ憲法が制定され、八州が独自の外交権を持つ分権的な連邦国家コロンビア合衆国が成立すると、パナマも連邦の一州として実質的な独立を達成したが、1866年に再びコロンビアによる直接支配が復活した。パナマではコロンビアに対する反乱が頻発するがいずれも失敗に終わった。
スエズ運河建設に携わったフランス人実業家のレセップスがコロンビアから運河建設権を買い取り、1881年から1889年までパナマ運河建設を進めたが、様々な問題発生により建設は中止された。この過程で運河建設のために各国から労働者が導入された。
1885年の自由党の反乱を鎮圧した保守党のラファエル・ヌニェスによって1886年にリオ・ネグロ憲法の放棄と新憲法が制定され、中央集権色の強いコロンビア共和国が成立した。こうして一時的に不安定なコロンビアにも保守党による支配権が確立したが、1894年にヌニェスが死去すると、1899年に自由党のカウディーリョだったラファエル・ウリベ・ウリベ将軍が蜂起し、千日戦争が勃発した。この内戦は1902年まで続き、およそ10万人の死者を出した。

### コロンビアからの第二の独立
アメリカ海軍のアルフレッド・マハンの海軍戦略の影響や、1898年の米西戦争を契機に、太平洋と大西洋をつなぐ運河が中米に必要であるとの考えがアメリカ合衆国に浸透していた。1901年にマハンの教えを受けたセオドア・ルーズベルトがアメリカ合衆国大統領に就任すると、アメリカは中米地峡に太平洋と大西洋をつなぐ運河の建設に臨んだ。アメリカ合衆国では、中米における運河建設計画としてニカラグア案とパナマ案が提示され、1902年、レセップスが設立した新パナマ運河会社から運河建設などの権利を買い取るパナマ案が議会で採決された（スプーナー法）。
アメリカ合衆国はパナマ運河を建設することを千日戦争で疲弊したコロンビア共和国上院に拒否されたため、パナマの持ち得る経済効果、ならびにラテンアメリカ地域における軍事的重要性から分離・独立を画策した。その結果、1903年11月3日にパナマ地域はコロンビアから独立を果たした。初代大統領にはマヌエル・アマドールが就任したが、新たに制定された憲法ではパナマ運河地帯の幅16kmの主権を永遠にアメリカに認めるとの規定があり、以降パナマはアメリカによって事実上支配されることになった。運河地帯の主権を獲得したアメリカによって運河建設は進められ、1914年にパナマ運河が開通した。
このようにパナマは独立当初から主権が極めて制限されていたが、パナマのナショナリズムの高まりに応じて1930年代ごろからアメリカ合衆国も譲歩せざるを得なくなった。1927年から1933年まで続いたニカラグアでのサンディーノ戦争により、フランクリン・ルーズベルト大統領が善隣政策を導入したことは、その政治的な表現の一つである。親米派のエリートから主導権を奪って就任したアルモディオ・アリアス大統領は1936年にハル・アルファロ条約を締結し、パナマ運河の将来的返還など、パナマの保護国としての地位からの脱出を図った。
1940年に就任したアルモディオの弟のアルヌルフォ・アリアス大統領はよりポプリスモ的であり、大統領権の強い1941年憲法を制定し、アメリカ合衆国との対立のために枢軸国との友好政策や、人種差別政策など親ファシズム的な政策を採ったが、この政策は合衆国の不興を買い、1941年にクーデターで失脚した。
後を継いだデ・ラ・グアルディア大統領は合衆国との友好関係を強化し、第二次世界大戦中には敵性外国人となった日本人、ドイツ人、イタリア人が追放され、土地は没収された。第二次世界大戦中にアントニオ・レモンの手によってそれまでの警察隊が国家警備隊に再編されて事実上の軍隊となり、以降のパナマの政治に大きな影響力を奮うようになった。
1952年に大統領に就任したレモンは対外的には親米政策を採る一方、国内では国家警備隊の暴力を背景にした力の政治を推進したが
1955年1月2日に反対派の手により射殺（暗殺）。新大統領にはリカルド・エメ・アリアス・エピスノーサが就任した。

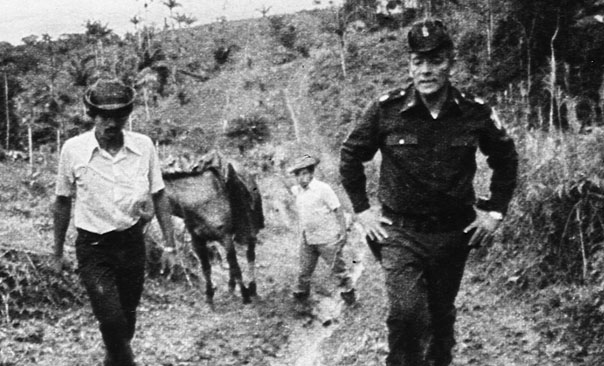
農民と写るオマール・トリホス将軍（右）。運河返還交渉によってアメリカにパナマ運河の返還の承認を実現させた。

1960年には中間層の民衆の間でナショナリズムが高揚し、パナマ運河地帯返還要求を軸にした反米運動が盛んになった。1964年には運河地帯でのパナマ国旗の掲揚がアメリカ人に拒否されたことをきっかけに暴動を起こしたパナマ人学生が、アメリカ軍によって射殺された国旗事件が発生し、この事件によってパナマとアメリカは一時国交を断絶した。

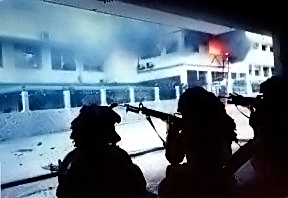
パナマ侵攻時のアメリカ軍。

1968年に発生したクーデターによりアルヌルフォ・アリアス大統領が失脚し、国家警備隊の司令官だったオマール・トリホス将軍が大統領に就任した。ペルーのベラスコ将軍に影響を受けていたトリホス将軍は反対派を徹底的に弾圧したが、その一方で国内の寡頭支配層や合衆国に対して一歩も妥協しないそのカリスマ性によってたちまち国民の心を掴んだ。国粋主義的な政策で合衆国との交渉に臨んだトリホス将軍は1977年にアメリカのジミー・カーター大統領と新運河条約を結び、1979年に運河地帯の主権を回復した。
1981年のトリホス将軍の死後、国家警備隊は拡張され、1983年にパナマ国防軍に再編された。その後、トリホス将軍の下で諜報任務に就いていたマヌエル・ノリエガが事実上の軍と政治のトップとなったが、1989年にノリエガはアメリカとキューバのカストロ政権やリビアのカダフィ政権など世界各国の反米政権の二重スパイかつ、コロンビアの麻薬組織メデジン・カルテルと深い関係があることを理由に、アメリカによるパナマ侵攻によって失脚した。
ノリエガの失脚後、政治への深い介入が問題になっていたパナマ国防軍は解体され、1990年に国家保安隊に再編された。

### アメリカからの第三の独立
1999年12月31日に旧運河地帯に残るアメリカ管理地区が返還され、建国以来パナマに大きく関わってきたアメリカ軍は完全撤退した。これをアメリカからの第三の独立と呼ぶ者もいる。
2004年5月には民主革命党から故オマル・トリホスの息子マルティン・トリホスが大統領に就任した。2009年5月3日の大統領選挙では、民主変革党の党首リカルド・マルティネリが貧困対策や治安の改善、インフラ整備のための民間投資誘致などを掲げて支持を集め、得票43.68%で当選した。

## 政治

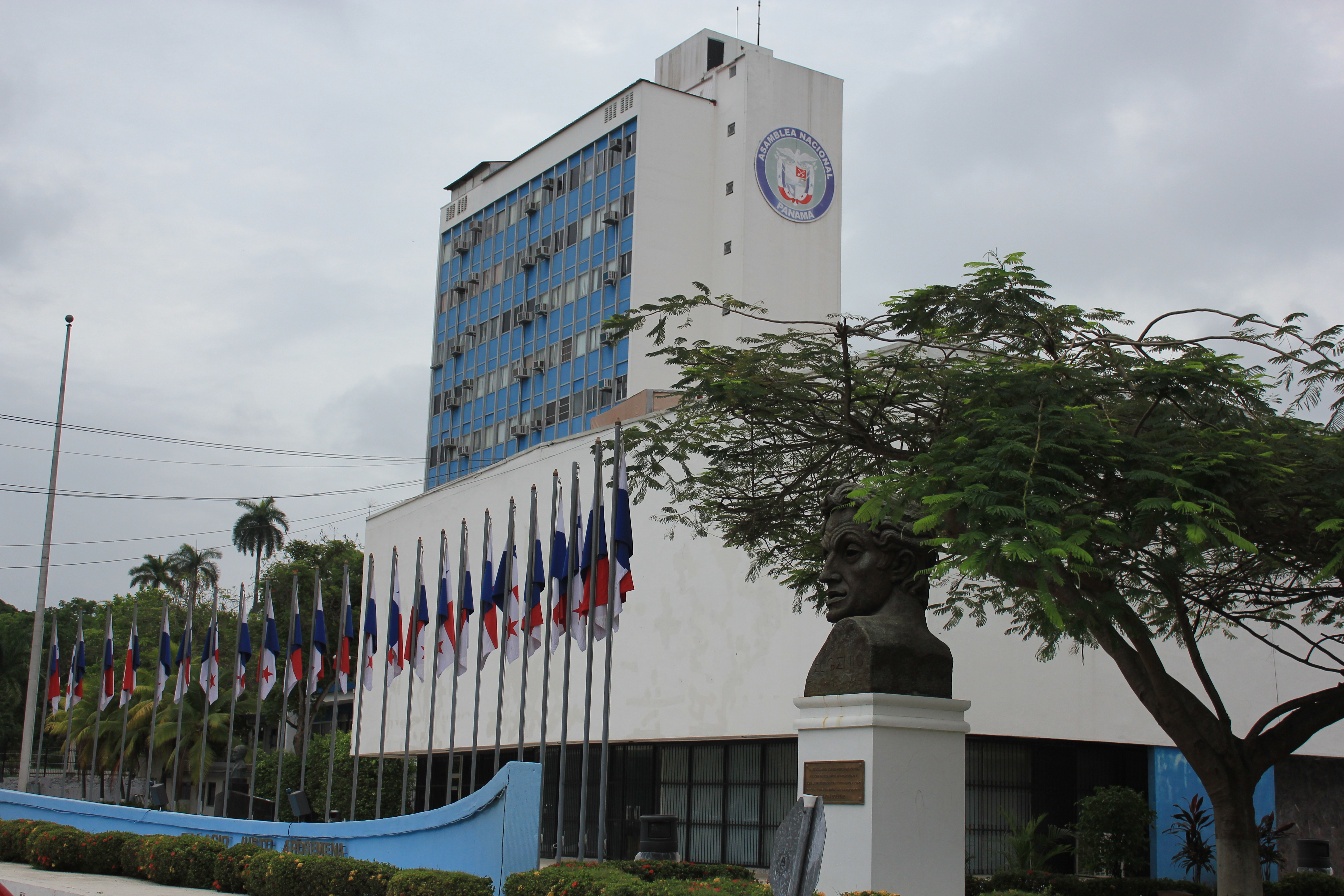
国会議事堂

大統領を元首とする共和制国家である。首相は設置されていない。大統領は行政府の長であり、任期は5年。連続再選は認められていない。現行憲法は1972年憲法であり、1983年に大きな改正を経て現在に至っている。
立法権は一院制の国民議会に属しており、定数は71名、任期は5年。
司法権は最高裁判所に属している。
主要政党としては民主変革党（民主改革党とも）、民主革命党、パナメニスタ党（旧アルヌルフィスタ党）などが挙げられる。
独立以来国土の中心に位置するパナマ運河地帯はアメリカ合衆国の主権下にあったが、1999年12月31日にパナマに主権が返還されたことによってパナマ政府は全土に主権が及ぶようになった。
2010年7月12日、マルティネリ政権が強行した労働者の労働組合加入を抑制する措置やスト権の制限などを盛り込んだ労働法改定に反対する抗議デモが、首都パナマ市などで行われた。同2010年にはボカス・デル・トーロ県でストが行われ、警官隊による発砲で労働者2人が死亡、約100人が負傷した事件が発生している。

## 国際関係
中華民国（台湾）承認国中で最も古い年（1909年）から国交継続が続いている国家だったが、2017年6月12日に断交して中華人民共和国との国交樹立を発表した。なお、中華人民共和国の国有企業はパナマ最大の港であるマルガリータ島港を99年の契約で租借している。
こうしたパナマ運河周辺への中国企業進出について、2024年12月、翌月に大統領再任を控えたドナルド・トランプ批判的な見解を示し、パナマ運河通行料の減額もしくは運河をアメリカに返還するよう強硬姿勢を打ち出した。この一件以降、パナマ政府は中国との友好関係を見直し、一帯一路構想からの離脱などを表明し始めた。

## 軍事
1989年のパナマ侵攻の結果、それまで国防を担っていたパナマ国防軍は1990年に解体され、国家保安隊が創設された。そのため現在パナマに軍隊は存在しない。
国家保安隊は国家警察、航空海上保安隊、国境警備隊より構成される。

## 地方行政区分

パナマの地方行政区分。

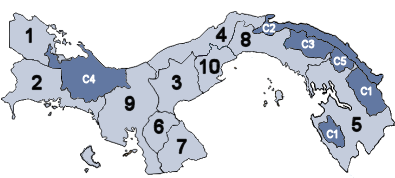
パナマの地方行政区分。

パナマは10の区分に分けられており、県制(provincia)を用いている。西からボカス・デル・トーロ（スペイン語 Bocas del Toro）・チリキ（Chiriquí）・ベラグアス（Veraguas）・エレーラ（Herrera）・ロス・サントス（Los Santos）・コクレ（Coclé）・パナマ（Panamá）・コロン（Colón）・ダリエン（Darién）である。このほかにコマルカ（Comarca）と呼ばれる先住民族の自治区が6ヶ所存在する。
これまで基本的な行政区分は1903年の建国当初から変更されていなかったが、2014年1月1日、パナマ県の西側を分割し新たに10個目の県として、西パナマ県が創設された。
1. ボカス・デル・トーロ県
2. チリキ県
3. コクレ県
4. コロン県
5. ダリエン県
6. エレーラ県
7. ロス・サントス県
8. パナマ県
9. ベラグアス県
10. 西パナマ県

コマルカ
C1 エンベラ自治県
C2 クナ・ヤラ自治県
C3 マドゥガンディ自治区
C4 ノベ・ブグレ自治県
C5 ワルガンディ自治区
-- ナソ・ティエル・ディ自治県

### 主要都市
- シウダ・デ・パナマ（パナマ市。英語ではパナマシティ）
- コロン
- バルボア（英語版）
- クリストバル（英語版）
- ダビッド
- サンティアーゴ・デ・ベラグアス（英語版）

## 地理

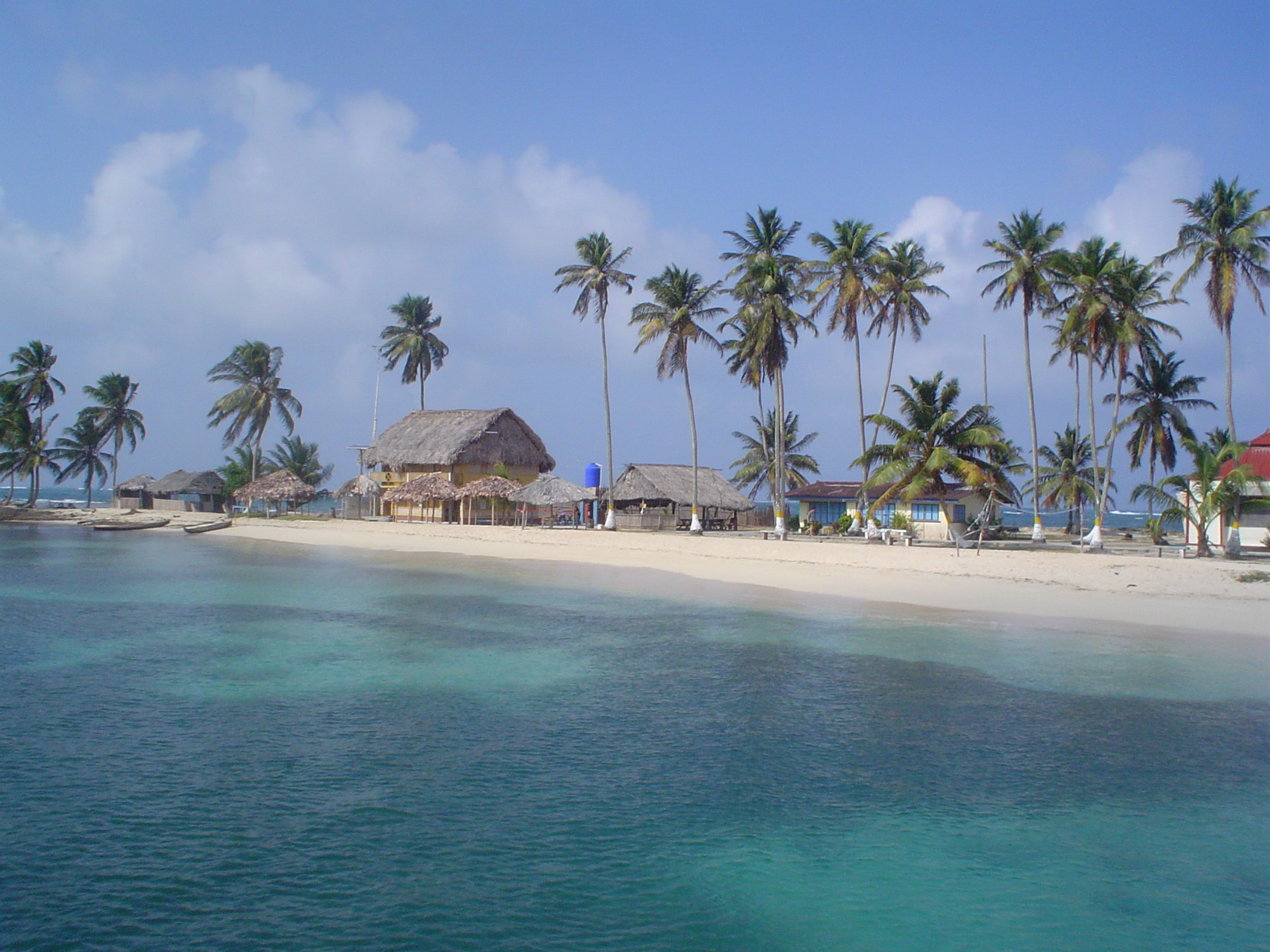
クナ・ヤラー自治区のエル・ポルベニール島

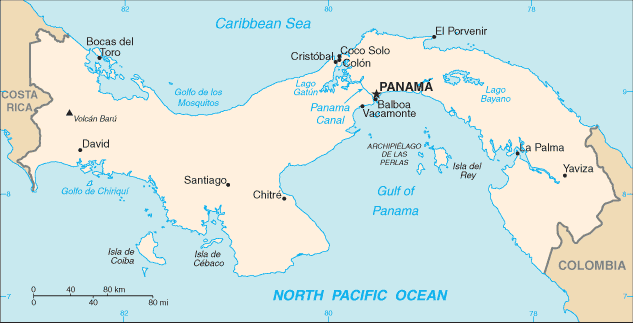
パナマの地理

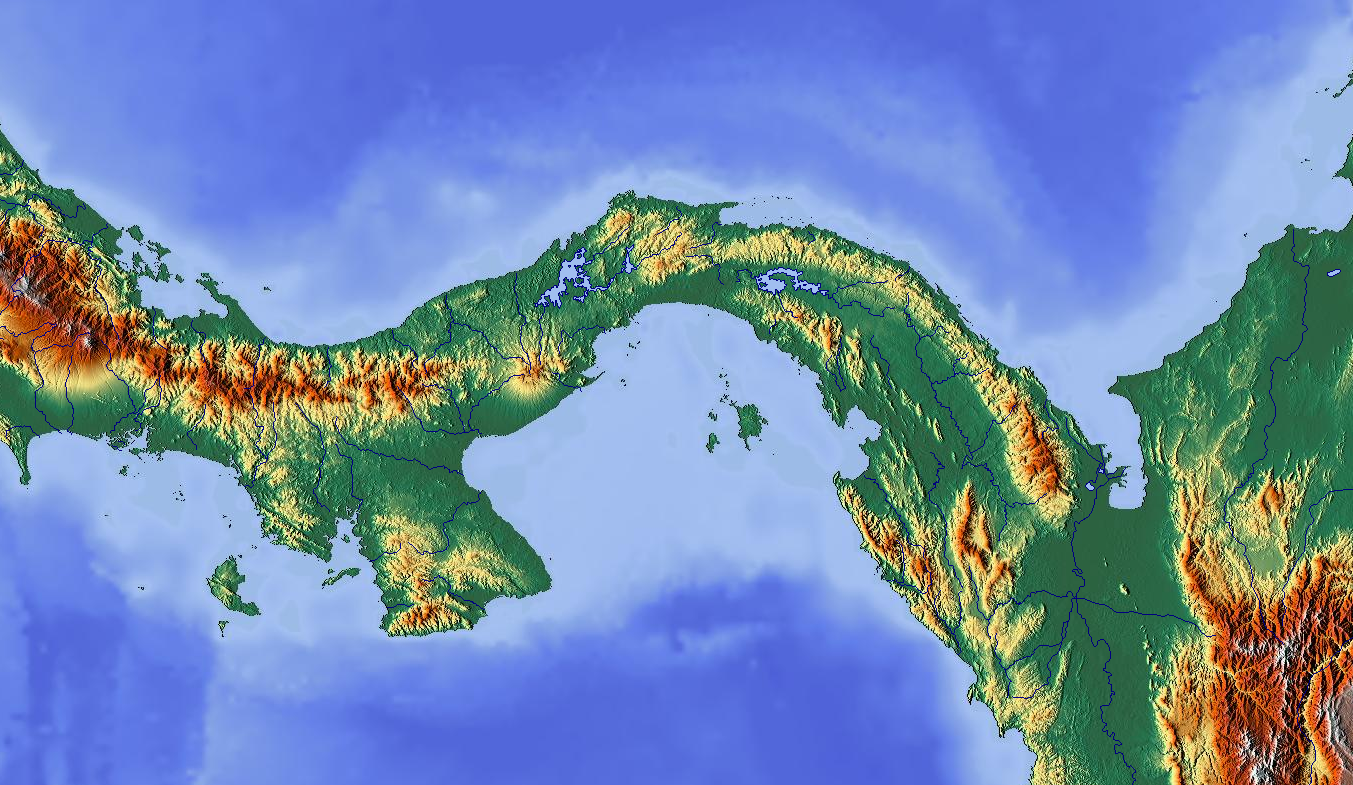
パナマの地形

北アメリカ大陸と南アメリカ大陸の接続点にあり、北緯7度〜10度、西経77度〜83度に及ぶ。東西は直線で約600kmになる。コロンビア国境付近の高地はアンデス山脈に関係している。国土はパナマ運河によって二分されており、国土の約78%が山地と丘陵であるように全体的に山脈が多く、低地では熱帯雨林が多い。運河にはガトゥン湖などの湖も存在する。東のコロンビアからはオリエンタル山脈が、西のコスタリカからはダバサラ山脈が延びている。西部の中央山系には高山と火山が集中しており、最高峰は隣国コスタリカの近くのバル火山（3,475m）である。河川は500あり、最長の川はチュクナケ川（231km）であり、流れは太平洋岸のサン・ミゲル湾に注ぐ。パナマ市の東に広がるダリエン地方には、ユネスコ世界遺産にも登録されているアメリカ大陸に残された最大規模の熱帯雨林と湿地帯が広がっている。国土北西部のボカス・デル・トロ諸島の島々は、どれもサンゴ礁に囲まれている。その他にもカリブ海側のサン・ブラス諸島や、ラス・ペルラス諸島など幾つかの島嶼が存在する。
気候は熱帯性気候で、季節は12月半ばから4月までの乾季と5月から12月半ばまでの雨季に分かれる。雨季の午後には激しい雨が降り、年間降水量は2,000mmから3,000mmに達する。
かつては国土の9割以上を森林が占めていたものの、2000年には森林面積が39%にまで低下した。国土の23%は様々なタイプの自然保護区に指定されており、世界全体でも10位以内に入る自然保護大国でもある。

## 経済

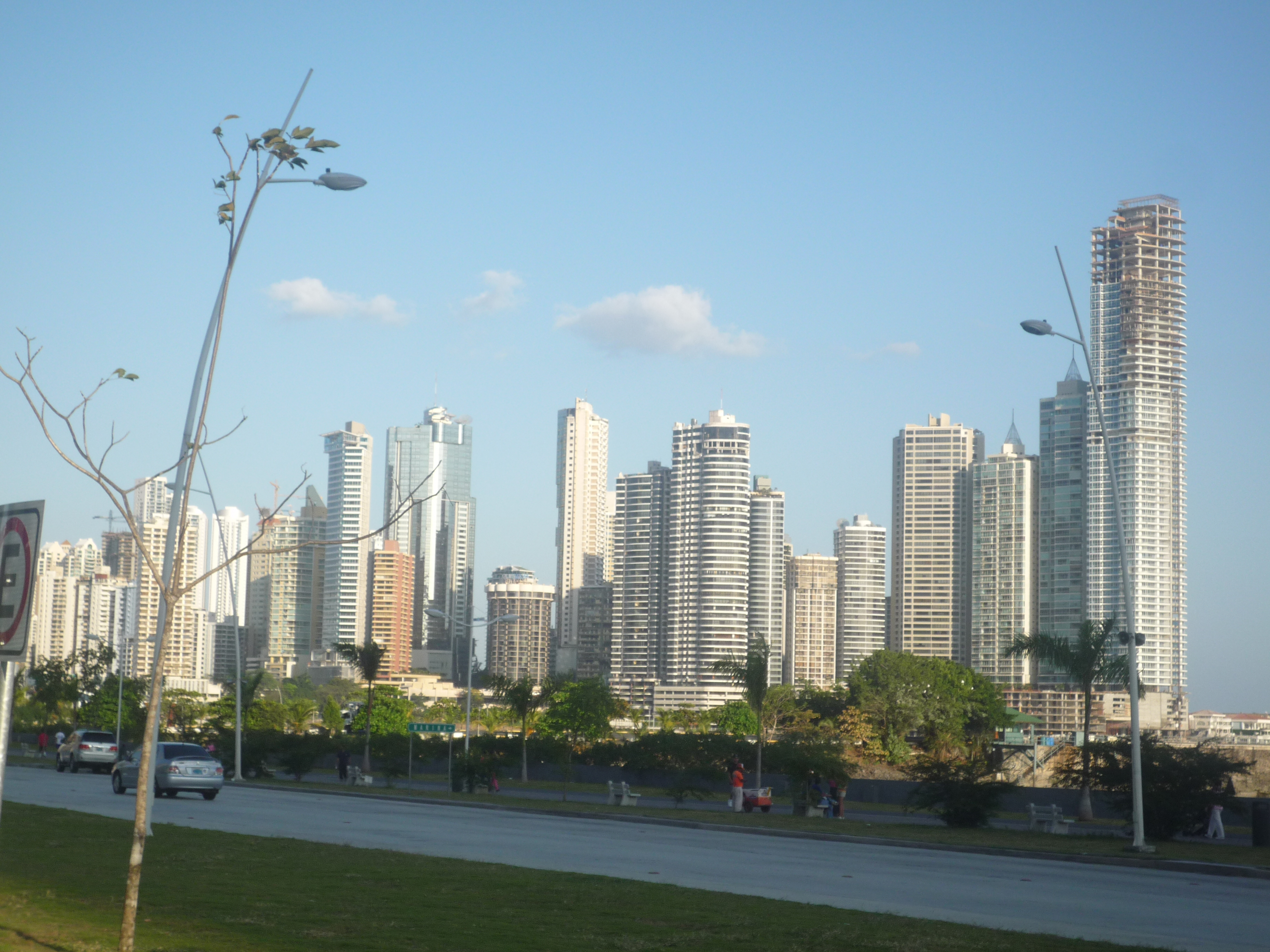
パナマ市中心街

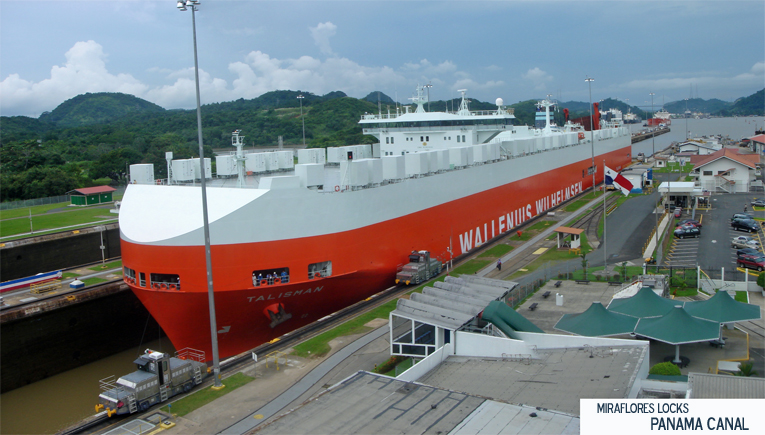
パナマ運河

IMFによると、2020年のパナマのGDPは529億ドルである。一人当たりのGDPでは12,373ドルとなり、この数値は中米7か国では最も高く、メキシコをも上回る水準である。世界銀行による定義では、2022年の一人当たり国民総所得は16,750ドルで、この7か国中唯一の高所得国（2022年時点で13,845ドル以上）である。2024年にはさらに17,960ドルに上昇した（しかし世界銀行はこの年の高所得国の下限値を定めていない）。
アメリカ合衆国の通貨米ドルにすべてを依拠し、自国の通貨主権を放棄している。中央銀行（パナマ国立銀行）は存在するが、紙幣発行権を持たない。バルボアという通貨があるが、バルボア紙幣は存在しない。流通している紙幣は米ドル紙幣のみである。それは常に1バルボア=1米ドル固定であり通貨が米ドルと等価であるからである。硬貨はパナマ独自のものが発行されているが、アメリカセント硬貨も等価で併用されている。そのため、パナマはコスタリカと共に中米で最も経済的に進んだ国であり、伝統的に金融業が経済の中心である。他のラテンアメリカ諸国に比べて安定していたこともラテンアメリカの金融センターとして発達した理由の一つである。第三次産業の従事者が全体の7割にものぼる。
ラテンアメリカでブラジルに匹敵する経済成長を示す。一方、国民の3割は貧困層で、その半数は極貧に属する。
パナマ運河は重要な雇用の場で通行料は重要な収入源である。軍事施設がアメリカから返還されたことと運河の拡張計画は今後のインフラ発展に大きく寄与すると見られる。
他にはバナナとエビの輸出と、銅や金鉱山の開発がある。
国土の大半が山脈であることから平地農業が廃れてきている。
パナマは熱帯性気候であり、年間降水量が2,000mm以上と非常に多いため、エネルギーの半分近くを水力発電で賄っている。
パナマ船籍の外国商船からの収入も多い（便宜置籍船）。便宜置籍船は、籍を登録した国に輸出したことになるため、船舶の税が安いパナマは日本の最大の船舶輸出先である。

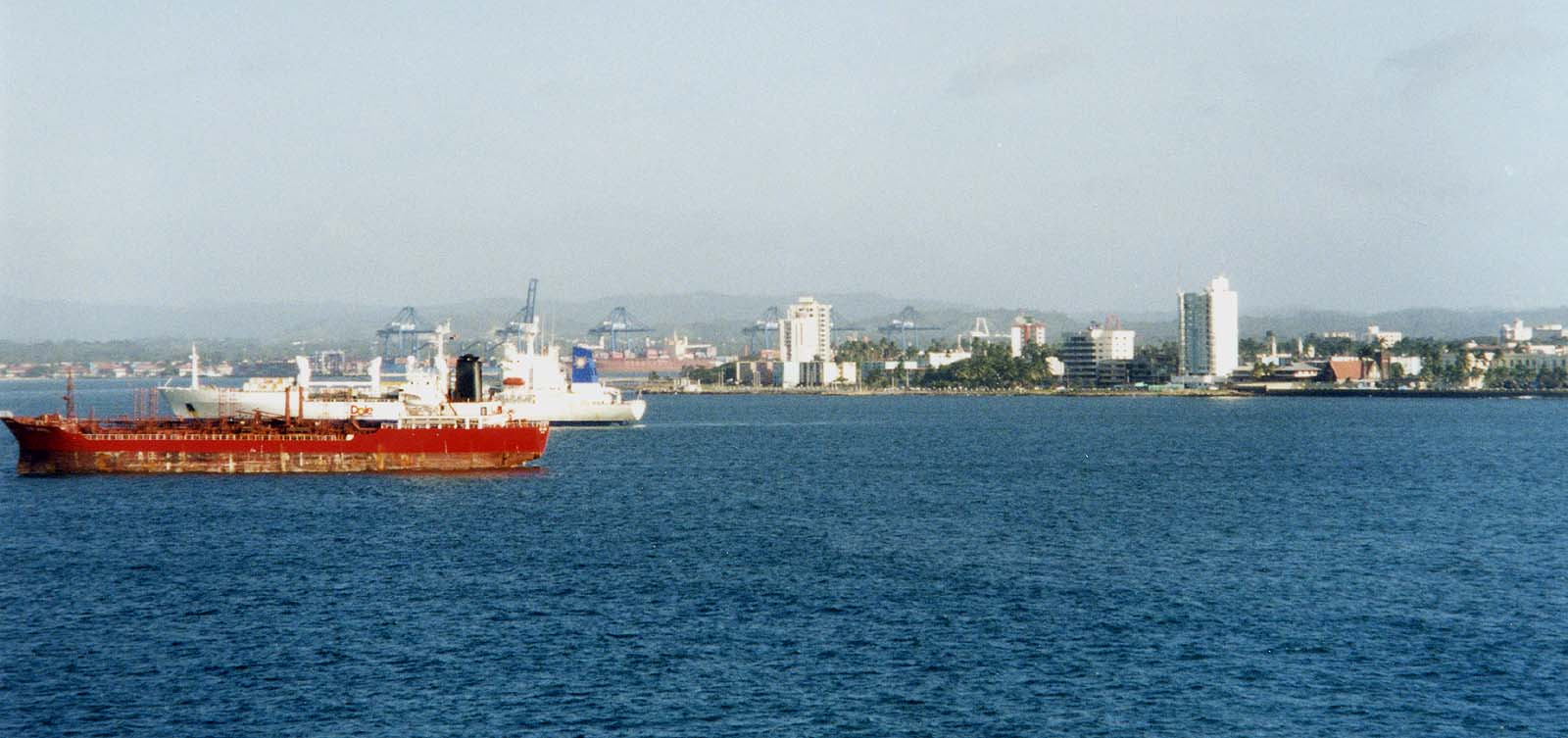
コロン港

特にパナマ運河返還後は、観光業も成長している。政府は外国人と退職者に税優遇を行っているためで、外国人観光客が増加し、不動産開発が進んでいる。

### 鉱業
パナマの鉱業は小規模ではあるが、金と塩については経済的に採算が取れている。2003年時点の金の採掘量は1.6トン、塩は2.3万トンである。金はダリエンの砂金が著名であるが、ベタキジャやベラグアスの鉱山開発も進んでいる。塩は岩塩ではなく、塩田を利用したものである。サンタマリア川とチコ川に挟まれた都市アグアドゥルセに大規模な塩田が立地する。
このほか、アスベスト、銀、鉄、銅、マンガンの埋蔵が確認されている。
また紙の原料となる木材チップの生産が盛んであり、主に日本や東南アジアの港湾に輸出される。

## 交通
同国における交通システムは一般的に安全とされているが、密集した交通、規律のない運転習慣、整備の行き届いていない道路、効果的な標識や信号機の欠如により車両の運転は大変危険で、運転における要求も厳しいものとなっている。

## 国民

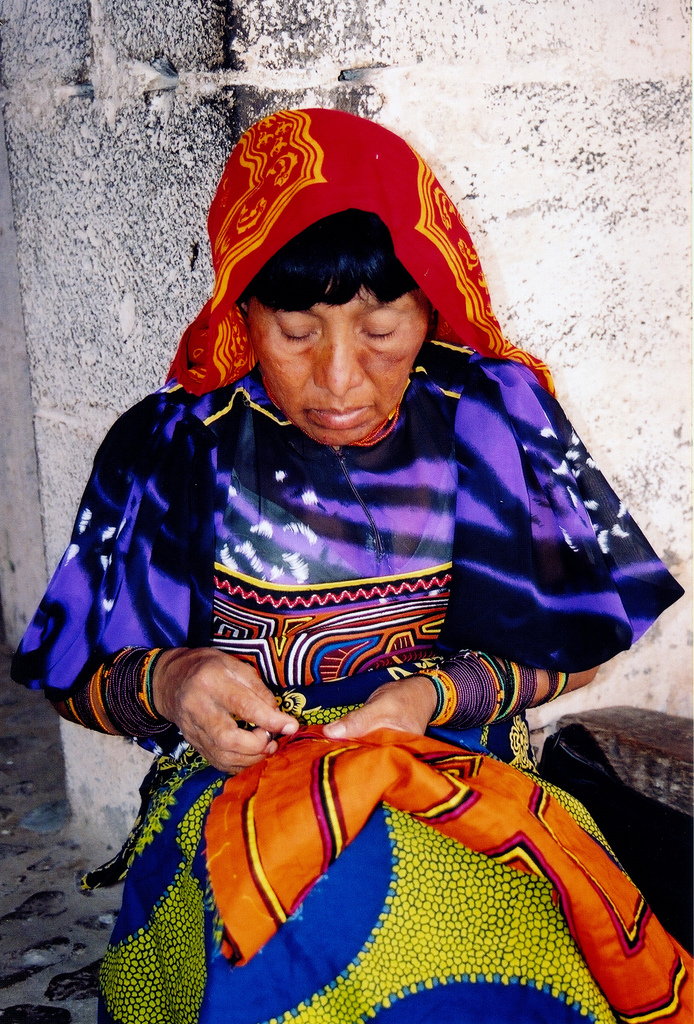
先住民クナ人の女性。

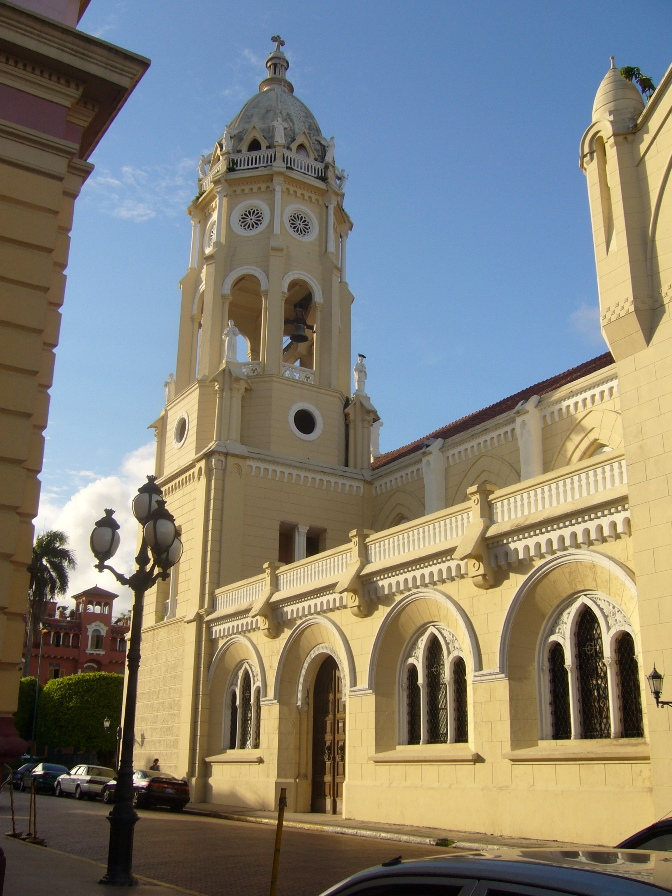
パナマ市のサン・フェリペ・ネリ教会

住民はヨーロッパ人とインディオ（インディヘナ）との混血であるメスティーソが60%、アフリカ系パナマ人が14%、ヨーロッパ系パナマ人が10%、先住民（アジア系モンゴロイド）が10%、その他が1%である。パナマにはインカ文明、アステカ文明、マヤ文明のような高度に発達した先コロンブス期の文明は存在しなかったが、それでもインディオが国民の内約10%を占めるのはメキシコの国民に占めるインディオ比と同水準であり、ラテンアメリカ域内では先住民系の人口の占める比率が大きい国となっている。
黒人（アフリカ系パナマ人）は植民地時代にアフリカからパナマに連行された人々の子孫であるアフロ・コロニアルと、19世紀から20世紀にかけてジャマイカ、トリニダード、マルティニーク、グアドループなどから鉄道や運河の建設のために移住した人々の子孫であるアフロ・アンティーリャスに分けて統計されている。
白人（ヨーロッパ系パナマ人）は植民地時代に移住したスペイン人の子孫の他、19世紀に鉄道や運河の建設、監督のためにイタリア人、イギリス人、アメリカ人、ドイツ人などが移民した。
パナマの人口の10%を占めるインディオ（インディヘナ）にはクナ人、ネーベ人、エンベラー・オウナン人（エンベラー人、オウナン人）、ブグレー人、テリベ人、ブリブリ人、ボゴタ人などの諸集団が存在し、1953年にクナ・ヤラー自治区が、1983年にエンベラー・オウナン自治区、1996年にマドゥンガンディ自治区、1997年にノーベ・ブグレー自治区が創設された。
その他にマイノリティとしてユダヤ人、中国人（華僑）、インド人（印僑）、トルコ人などが挙げられる。

### 言語
スペイン語が公用語であり、大多数の国民が母語としている。その他にもアフロ・アンティーリャスなどにはジャマイカ英語をはじめとする英語を母語とする人々が存在する他、クナ語など先住民の言語を母語とする人々も存在する。英語はまた、都市部の高学歴層や観光地で使用される。

### 宗教
宗教はローマ・カトリックが85%、プロテスタントが13%、その他（仏教、ヒンドゥー教、ユダヤ教、バハイ教など）が2%である。

### 教育

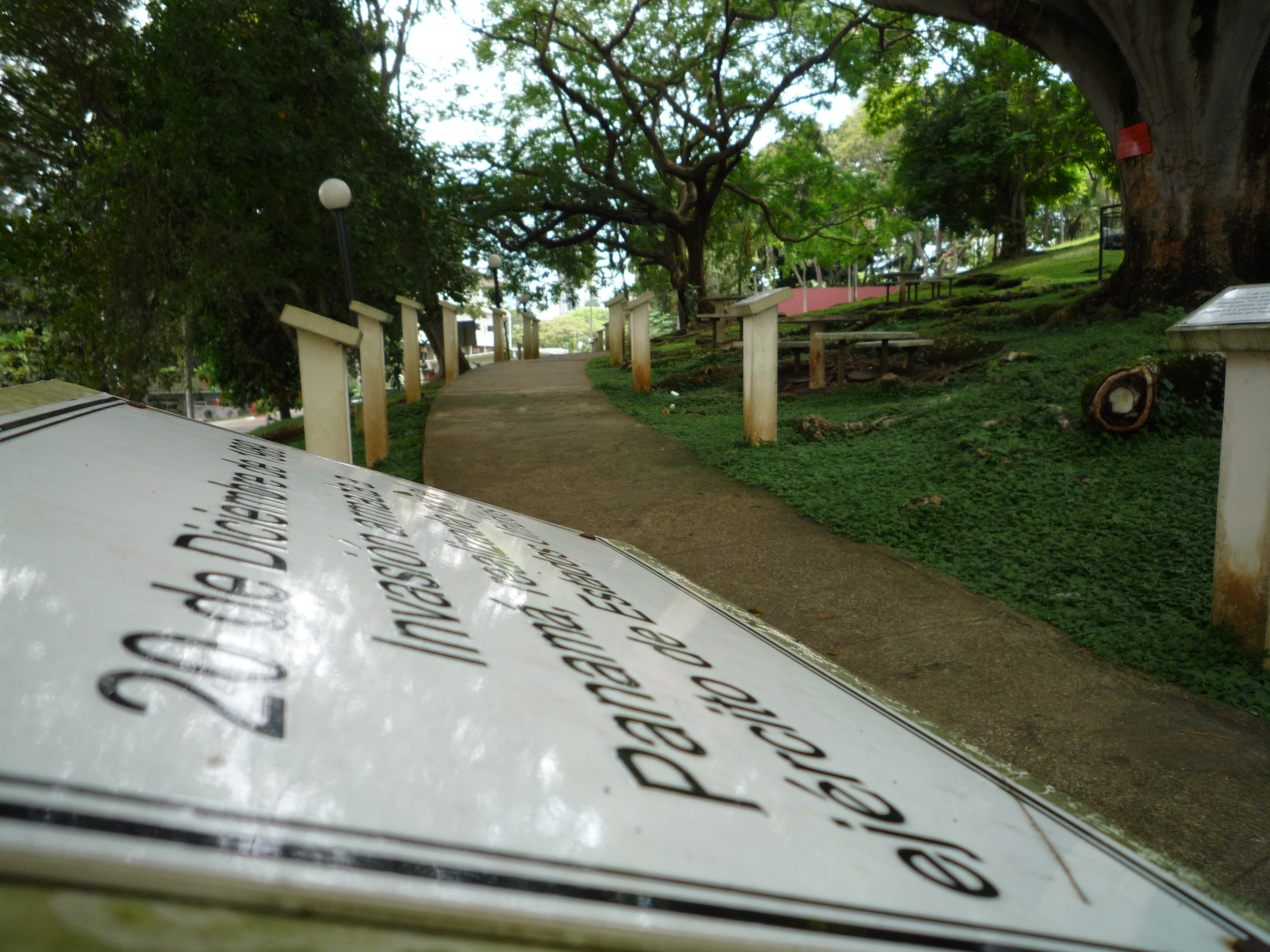
パナマ大学のキャンパス。

6歳から11歳までの6年間の初等教育が無償の義務教育期間となり、その後の6年間の前期中等教育と後期中等教育を経て高等教育への道が開ける。国公立の教育機関は初等教育から高等教育までほぼ無償である。2000年のセンサスによれば、15歳以上の国民の識字率は91.9%である。
代表的な高等教育機関としては、パナマ大学（1935年）、パナマ工科大学（1981年）などが挙げられる。歴史的にパナマのエリートは子弟をアメリカ合衆国や西ヨーロッパ諸国の学校で学ばせたため、パナマ国内の高等教育機関は中間層の子弟のための機関となり、それゆえにエリート層と対立するパナマの学生は1964年1月の国旗事件など、高揚するパナマ・ナショナリズムの担い手となった。大学進学率は中米諸国の中では最も高い。

## 治安
パナマの治安はひどく、悪いものとなっており2018年時点で年間61,342件の犯罪が発生している。犯罪統計によると、パナマ国内の犯罪のうち6割以上がパナマ市内で発生しており、パナマ市首都圏では一部スラム化した旧市街だけでなく日本人が多数在住している新市街（サン・フランシスコ地区やベジャ・ビスタ地区）でも殺人や強盗といった凶悪事件が報告されている。
犯行の主体はパンディージャス（青少年凶悪犯罪集団）などの若者グループが多く、対立グループとの抗争（報復殺人）が旧市街や白昼の新市街のショッピングモールなどで突然発生することがある。
パナマはその地理的特性から麻薬密売の中継地点と言われ、近隣諸国の麻薬組織が国内に浸透し、日本人が多数居住している地区においても麻薬取引をめぐる組織間の抗争が発生している。そして、麻薬組織とつながりのあるパンディージャスの存在が違法銃器の国内需要を助長しており、全殺人事件の約7割で銃器が使用されていることから危険性を強めており、滞在時には充分に注意しなければならない。

## マスコミ
西半球の他のほとんどの国と同様に、報道の自由が保障されている。

## 文化

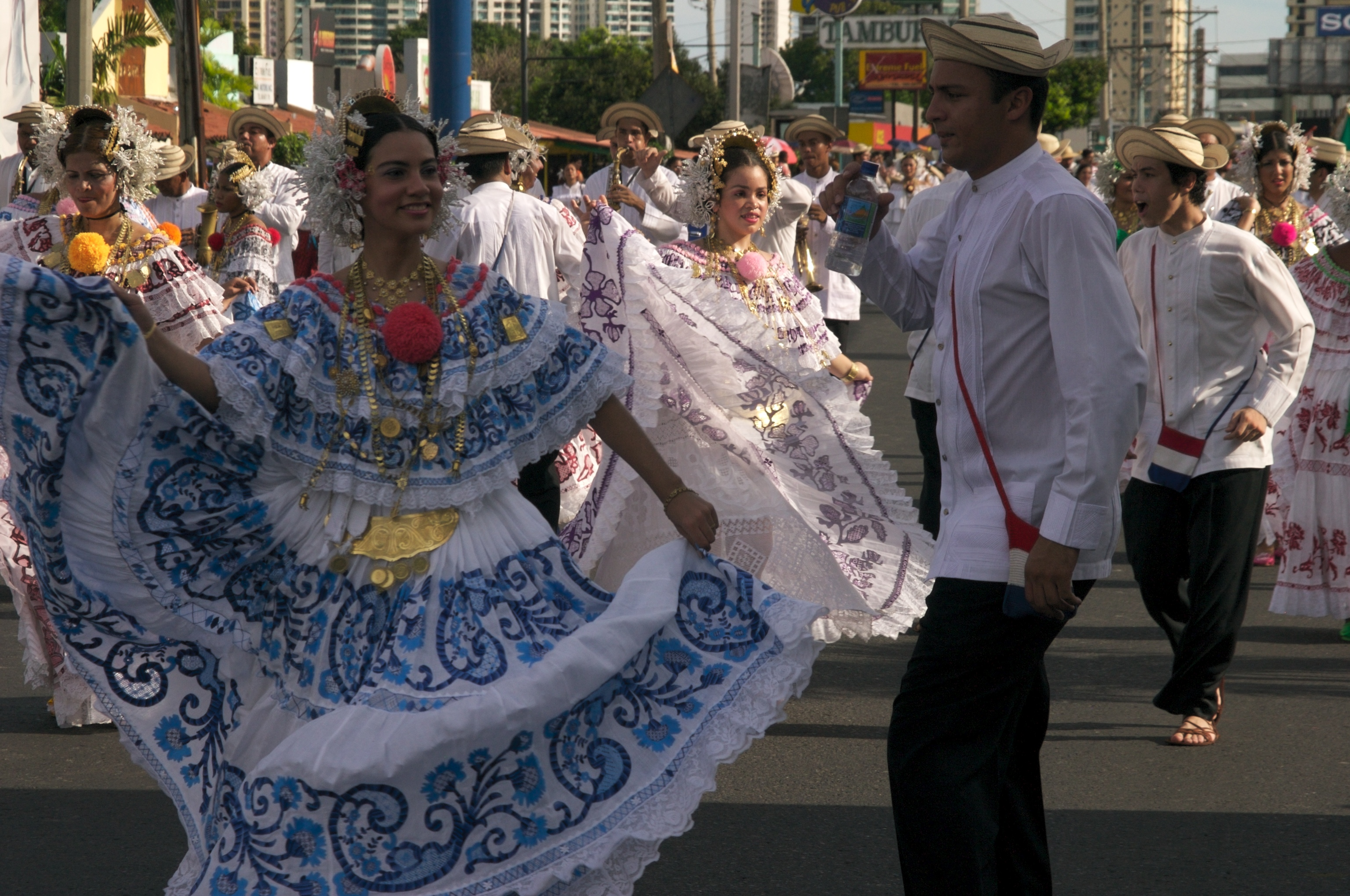
ダンスを踊るパナマ人のカップル

パナマの文化はインディヘナの文化の上に、アフリカ系の文化とヨーロッパ系文化の伝統が強く影響して築き上げられている。

### 音楽
1980年代にジャマイカのレゲエの影響を受けてスパニッシュ・レゲエが生まれた。スパニッシュ・レゲエは1990年代にプエルトリコに伝播してレゲトンとなった。

### 世界遺産
パナマ国内には、ユネスコの世界遺産リストに登録された文化遺産が2件、自然遺産が2件存在し、コスタリカにまたがって1件の自然遺産が登録されている。

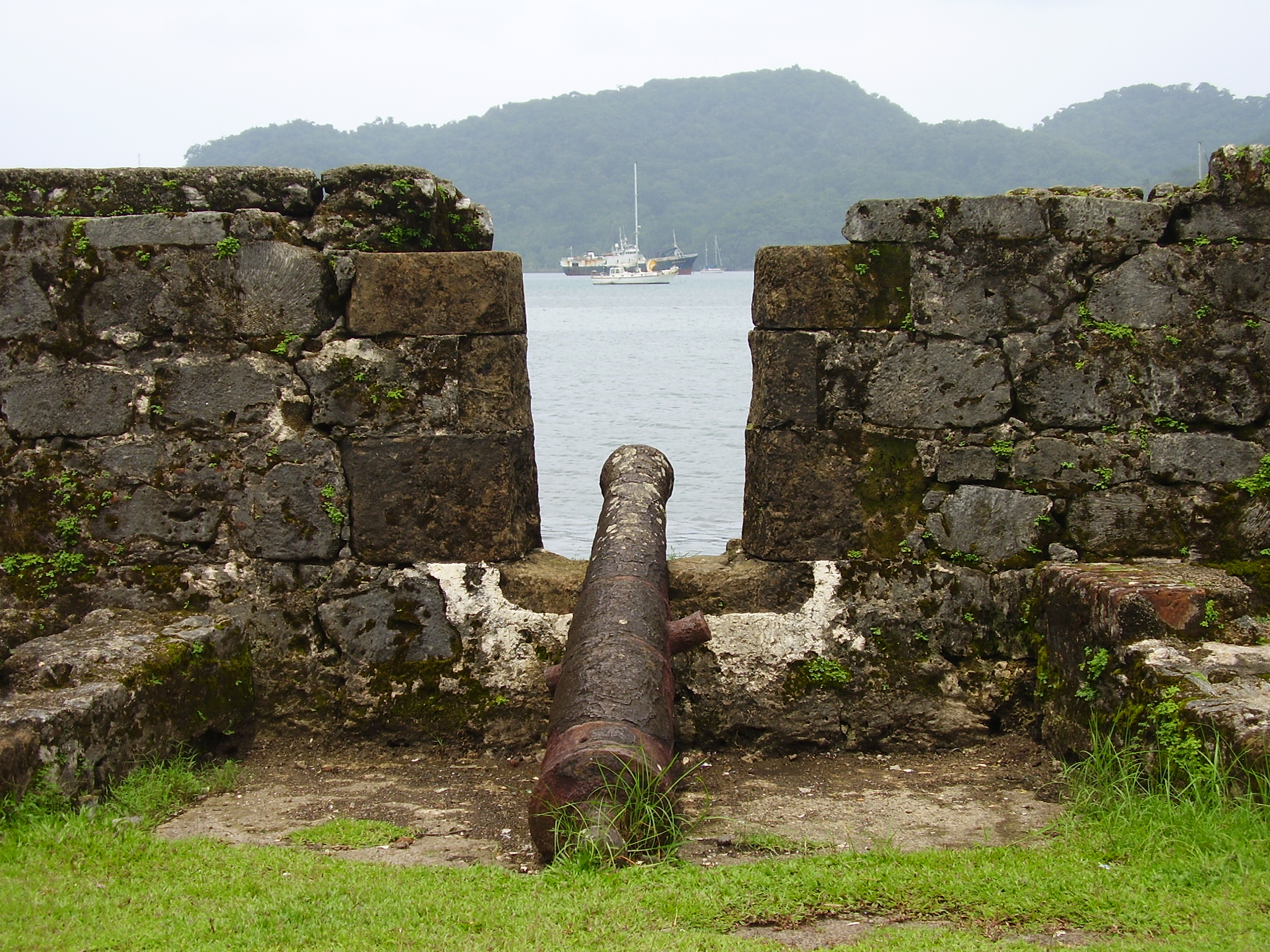
パナマのカリブ海沿岸の要塞群：ポルトベロとサン・ロレンソ - (1980年、文化遺産)
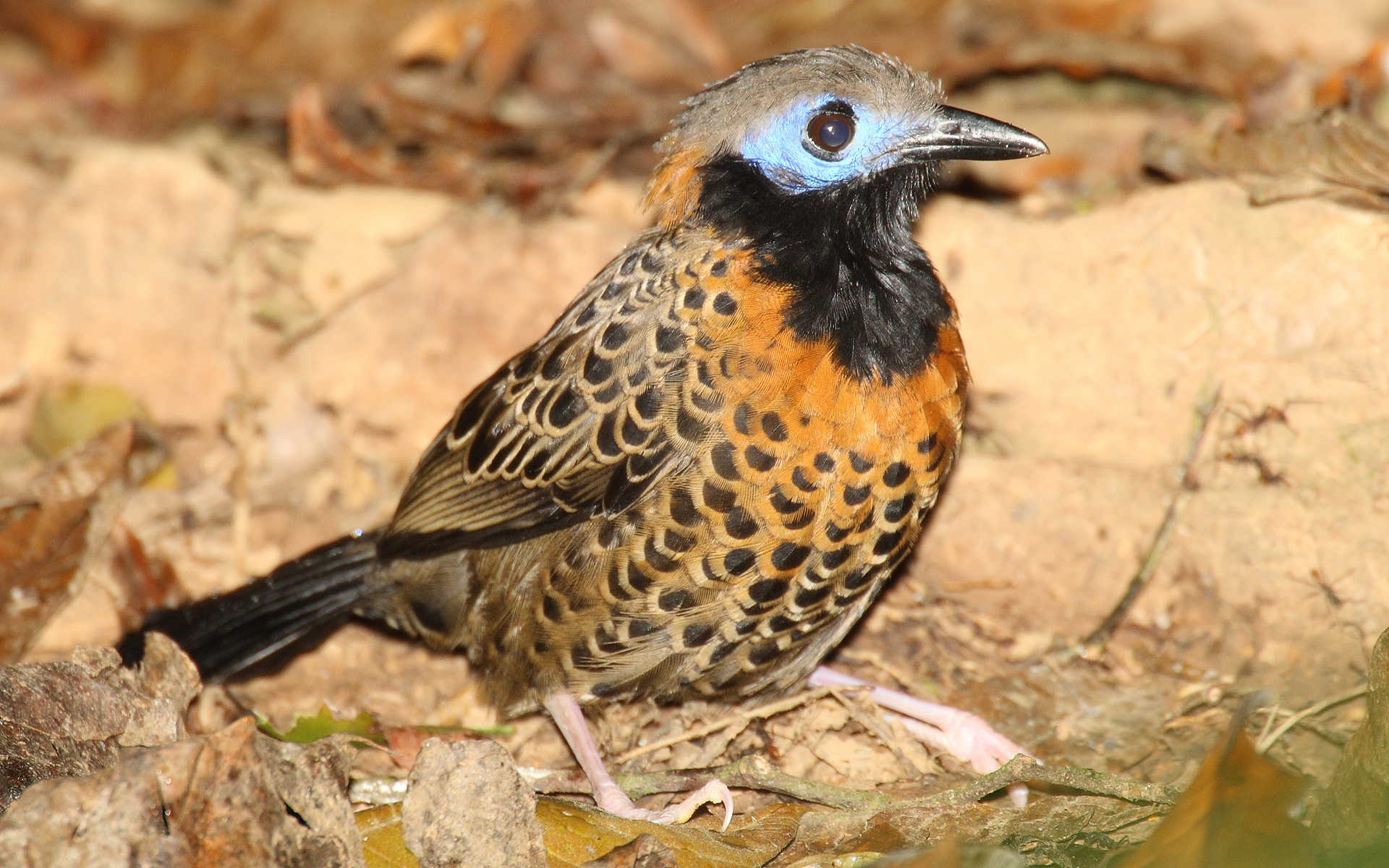
ダリエン国立公園（1981年,自然遺産）
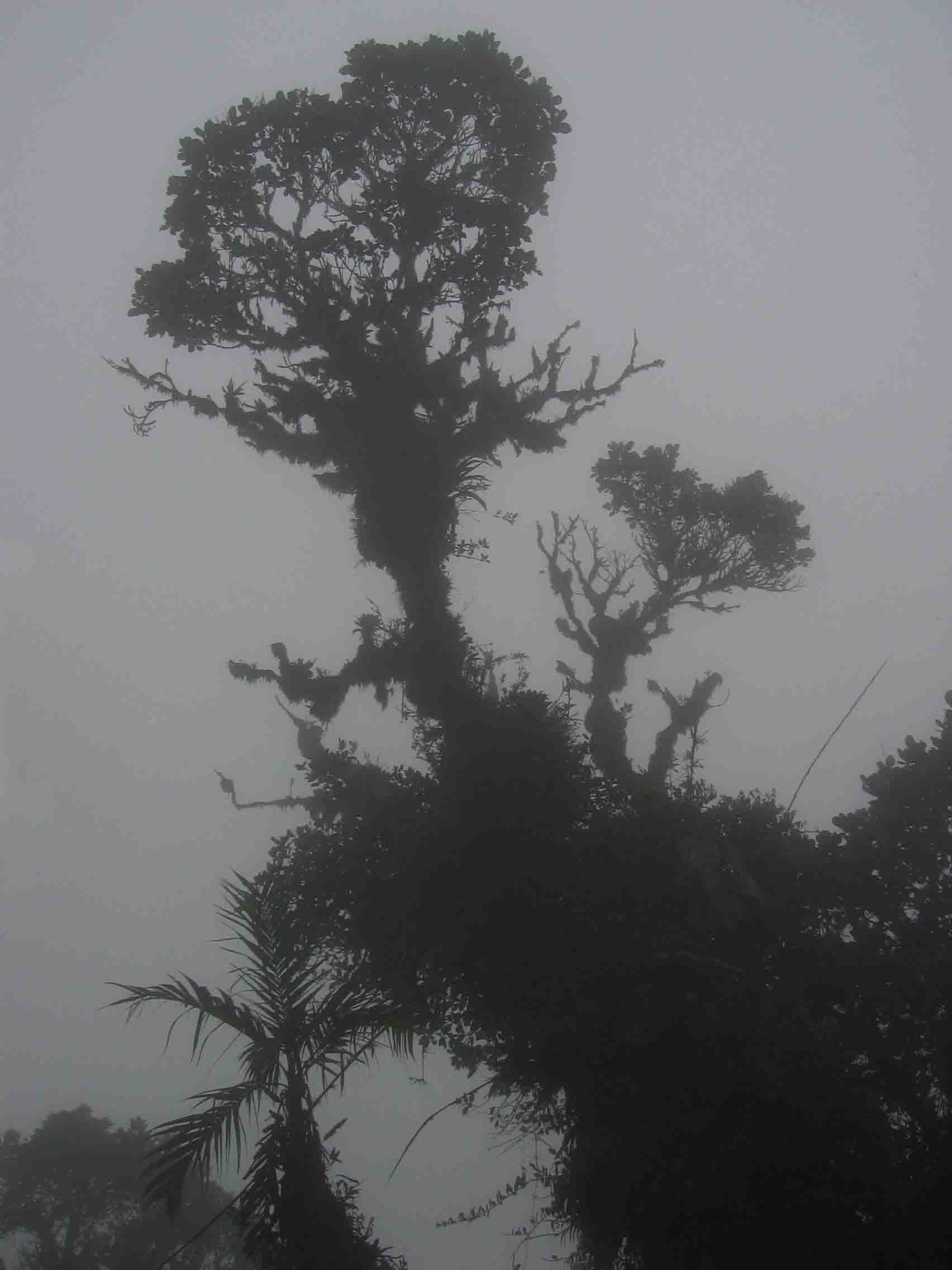
タラマンカ山脈＝ラ・アミスター保護区群とラ・アミスター国立公園 - (1983年、1990年拡大、自然遺産)
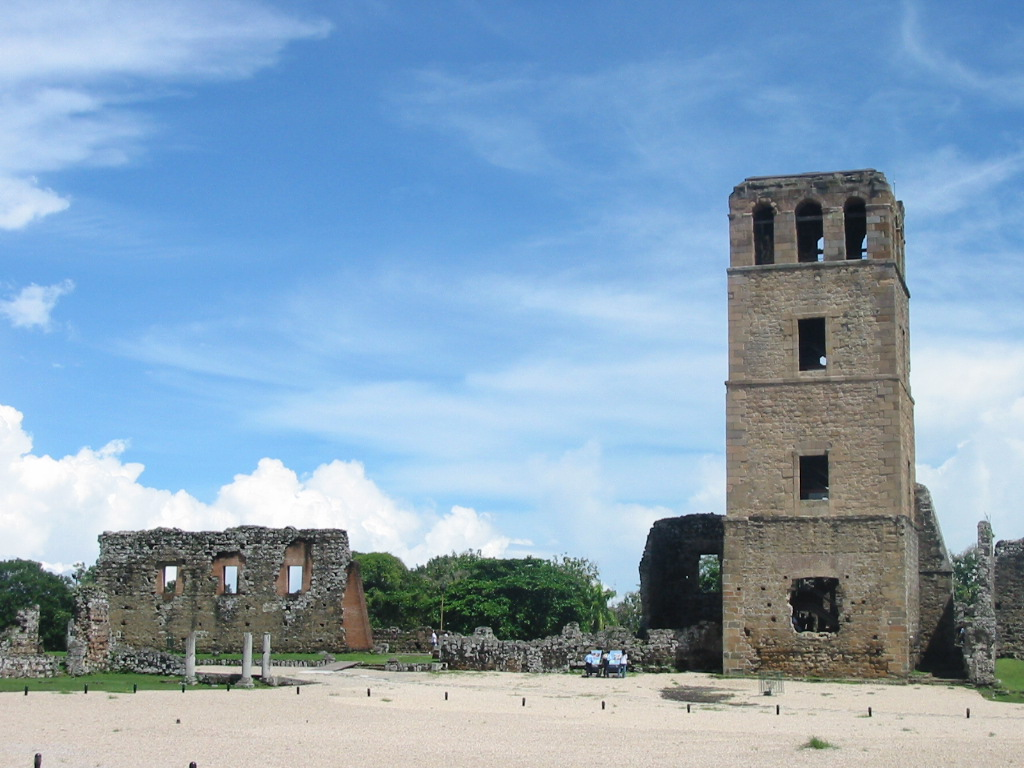
パナマ・ビエホとパナマ歴史地区 - (1997年・2003年に合同・拡大登録、文化遺産)
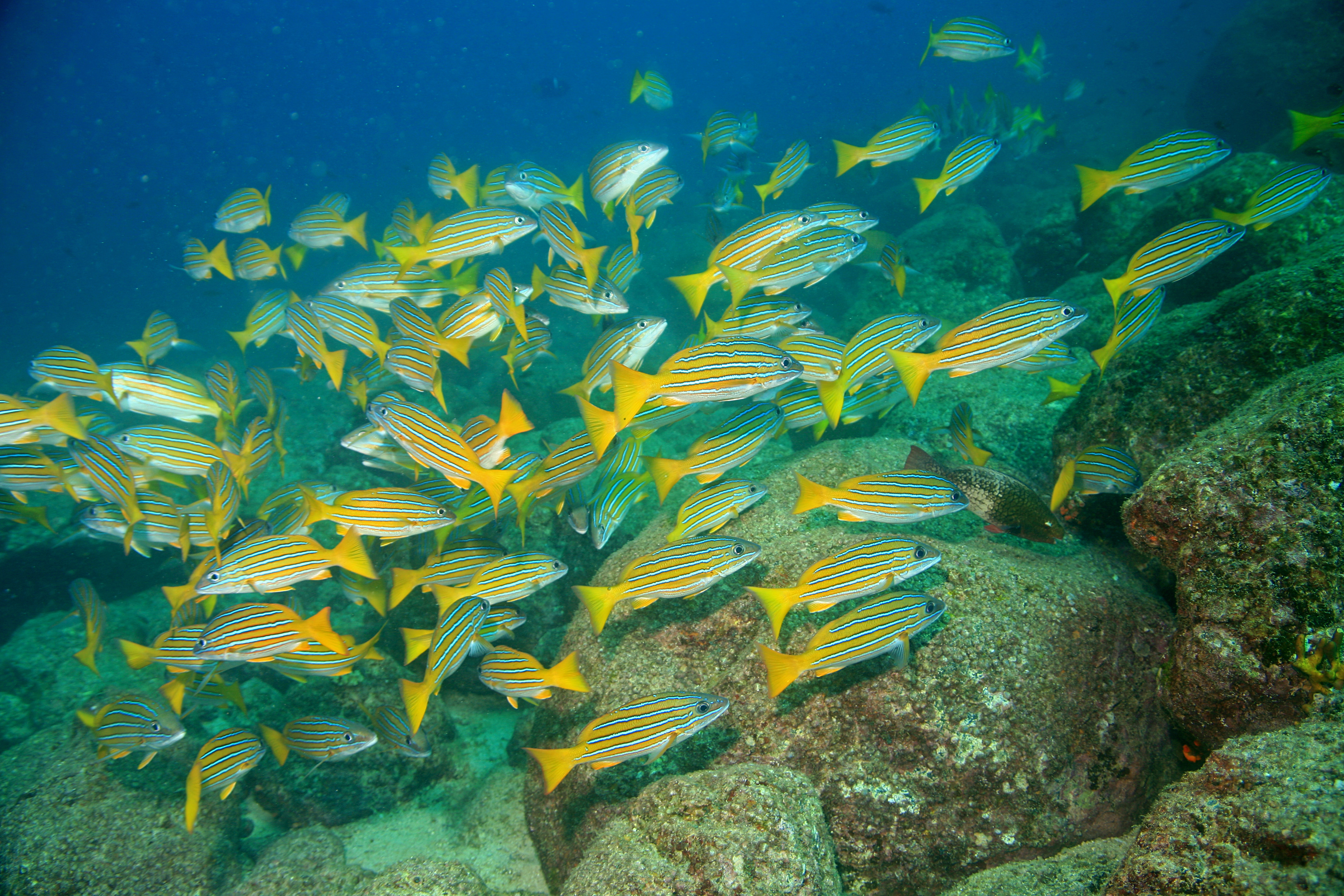
コイバ国立公園とその海洋特別保護地域（2005年、自然遺産）

### 祝祭日
| 日付       | 日本語表記                         | 現地語表記              | 備考                                       |
| ---------- | ---------------------------------- | ----------------------- | ------------------------------------------ |
| 1月1日     | 元日                               | Año nuevo               |                                            |
| 1月9日     | 殉教者の日                         |                         | 1964年、当時の運河地帯での暴動の死者を偲む |
| 移動祝祭日 | カルナバル                         | Carnaval                |                                            |
| 移動祝祭日 | 聖金曜日                           | Santo Viernes           |                                            |
| 移動祝祭日 | 聖週間                             | Semana Santa            |                                            |
| 8月15日    | パナマ市建設記念日                 |                         | 首都圏のみ休日                             |
| 11月2日    | 万霊節                             |                         | 死者を弔う                                 |
| 11月3日    | コロンビアから分離独立の日         | separacion de colombia  |                                            |
| 11月4日    | 国旗の日                           | Día de la Bandera       |                                            |
| 11月5日    | コロンの日                         | Día del Colón           | コロン市のみ休日                           |
| 11月10日   | ロス・サントス市独立の第一声記念日 |                         |                                            |
| 11月28日   | スペインからの独立記念日           | Día de la Indipendencia |                                            |
| 12月8日    | 母の日                             | Día de la Madre         |                                            |
| 12月25日   | クリスマス                         | Navidad                 |                                            |

### スポーツ

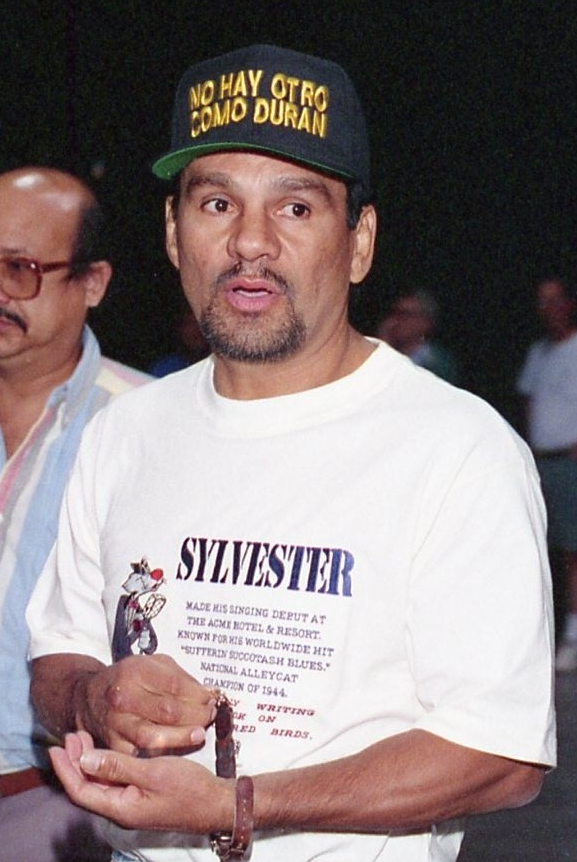
ロベルト・デュラン

パナマが2020年東京大会までにオリンピックで獲得したメダルはすべて陸上競技であり、1948年ロンドン大会陸上競技・男子100mと男子200mでロイド・ラビーチが獲得した銅メダル2個と、2008年北京大会陸上競技・男子走幅跳でイルビング・サラディノが獲得した金メダル1個となっている。
また、国内ではボクシングが最も人気のスポーツであり、2007年にはWBAの本部が首都であるパナマ市に移転している。さらに、これまで20人以上の世界チャンピオンを輩出しており、世界王座17度防衛のエウセビオ・ペドロサや、4階級制覇の歴史的名王者ロベルト・デュランなどがいる。
バスケットボール
パナマではバスケットボールもアメリカの強い影響を受けたため盛んであり、ボクシングに次いで人気のスポーツである。パナマ代表はオリンピックに1回、ワールドカップには4回出場している。日本で開催された2006年大会では、20年ぶりの出場を果たした。1967年のパンアメリカン競技大会では、銅メダルを獲得している。パナマ人のNBA選手としては、ローランド・ブラックマン、スチュアート・グレイ、ゲイリー・フォーブスらを輩出しており、日本のB.LEAGUE（前身リーグ含む）ではディオニシオ・ゴメスとハビエル・カーターがプレーした。
サッカー
パナマ国内でもサッカーは盛んであり、近年はボクシングやバスケットボールと並ぶほどの人気スポーツとなっている。1988年にサッカーリーグのリーガ・パナメーニャが創設された。パナマサッカー協会によって構成されるサッカーパナマ代表は、FIFAワールドカップには2018年大会で悲願の初出場を果たしている。これを記念して当時大統領だったフアン・カルロス・バレーラは、初出場決定の翌日の2017年10月11日を祝日に制定した。CONCACAFゴールドカップでは、2005年大会と2013年大会で準優勝に輝いた。また、コパ・セントロアメリカーナでは2009年大会で優勝を果たした。
野球
パナマでは野球も盛んであり、HOF表彰者であるロッド・カルーを筆頭に、ニューヨーク・ヤンキースの守護神マリアノ・リベラ、ヒューストン・アストロズの主砲カルロス・リーなどがいる。さらに日本でプレーした選手では、アメリカンリーグでは初となるアメリカ国籍でない本塁打王となったベンジャミン・オグリビー、シャーマン・オバンドー、フリオ・ズレータ、フェルナンド・セギノールなどがいる。パナマ代表は2003年のIBAFワールドカップで準優勝している。WBCには第1回大会から参加しているが第2回大会まで1勝も挙げられず、予選が導入された第3回大会と第4回大会は予選で敗退し本大会には出場していなかったが、第5回大会の予選を1位で突破し3大会ぶり3度目の本大会進出を決めた。